# 3898 Карлюїс
3898 Карлюїс (3898 Curlewis) — астероїд головного поясу, відкритий 26 вересня 1981 року.
Тіссеранів параметр щодо Юпітера — 3,198.